# Бруно Лангер
Бруно Лангер (Ријека, 21. јул 1949) југословенски и хрватски музичар, вођа и један од оснивача хард рок групе „Атомско склониште” из Пуле. Први јавни наступ имао је 2. маја 1965. године у Дому младих у Водњану поред Пуле.

## Биографија
Бруно Лангер рођен је 21. јула 1949. године у Ријеци. Једно време, током детињства, провео је у Загребу, да би се касније преселио у Пулу, где и данас живи и ради. Са четрнаест година је добио прву бас-гитару из кућне радиности од Динка Бијажића, пулског музичара и који је био његов учитељ гитаре. Бруно са њим започиње сарадњу 1964. године у његовом саставу Беат Стонес. Из те ће се сарадње изродити службени Лангеров бенд Фантоми, мада је Лангер још пре свирао у бенду Апаши.
По прекиду рада Фантома, Бруно постаје басиста Логаритма. Након што Логаритми престају с радом, 1968. године настаје Хаш, претеча Атомског склоништа. Бруно Лангер је свирао бас, Драган Гужван гитару, Саша Дадић бубњеве, а Бранко Умковић је певао. Касније, 1972. Године у Хаш долази Серђо Блажић — Ђосер, који је прво свирао бубњеве, а касније паралелно певао са Бранком. Исте године Умковић се сели у Сплит и Блажић постаје вокални солиста. Међутим као и остали репродуктивни бендови, ни Хаш није забележио значајан успех мада су представљали велику атракцију у Пули.
Лангер се 1974. године прикључује Копарској групи Бумеранг која делује од 1970. године и која је до тад објавила један ауторски сингл. На Лангеров наговор Ђосер се придружује Бумерангу. У јесен 1976. Бумеранг престаје са радом између осталог и због тога што су музичари били из различитих градова. Блажић и Лангер се враћају у Пулу и 1976. започињу сарадњу са пулским песником Бошком Обрадовићем, који се осим писања песама бавио режијом и организовањем различитих уметничких манифестација. Године 1968. Режирао је представу „Атомско склониште“ која је премијерно изведена у Истарском народном казалишту, а темељила се на избору из светске антиратне поезије, за ту прилику појачане неким његовим песмама.
Обрадовић пристаје на сарадњу и 26. фебруар 1976. даје им своје текстове те се тај датум узима као службено оснивање Атомског склоништа.

## Дискографија са Атомским склоништем

### Студијски албуми
- 1978. - Не цвикај генерацијо
- 1978. - Инфаркт
- 1980. - У времену хороскопа
- 1981. - Екстраутерина
- 1982. - Ментална хигијена
- 1984. - Забрањено снивање
- 1990. - Криминал танго
- 1995. - Тера Мистица

### Лајв албуми - уживо
- 1980. - Атомска трилогија
- 1985. - Једном у животу

### 
- 1983. - Space Generation
- 1987. - This Spaceship
- 1992. -

### Компилације
- 1976—1986. (РТВ Словенија)
- '76 - '86 Колекција хитова Вол 2

### Синглови
- 1979. - Поморац сам мајко / Паклени возачи
- 1980. - Без капута / Тко ће тад на згаришту рећи
- 1980. - Генерација сретника / Гази опет чизма